# Controverse de Valladolid
 (janvier 2022).
Si vous disposez d'ouvrages ou d'articles de référence ou si vous connaissez des sites web de qualité traitant du thème abordé ici, merci de compléter l'article en donnant les références utiles à sa vérifiabilité et en les liant à la section « Notes et références ».
Pour les articles homonymes, voir Controverse de Valladolid (homonymie).
Ne doit pas être confondu avec la conférence de Valladolid, une réunion théologique qui se tint à l'université de Valladolid en 1527.

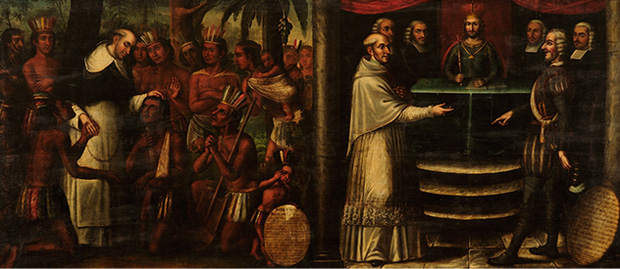
Le dominicain Bartolomé de Las Casas, défenseur des Amérindiens.

La controverse de Valladolid, qui a lieu en Espagne du 15 août 1550 au 4 mai 1551, est un débat politique et religieux concernant les relations entre les colonisateurs espagnols en Amérique et les indigènes amérindiens. Le débat a lieu, d'une part au collège San Gregorio de l'université de Valladolid en deux séances d'un mois chacune (l'une en 1550, l'autre en 1551), d'autre part et principalement par échanges de lettres.
Organisé sous le pontificat du pape Jules III à la demande de Charles Quint, roi de Castille et d'Aragon depuis 1516, ce débat réunit des théologiens, des juristes et des administrateurs de haut rang, afin de « traiter et parler de la manière dont devaient se faire les conquêtes dans le Nouveau Monde, suspendues par lui, pour qu'elles se fassent avec justice et en sécurité de conscience »[réf. souhaitée]. La question est de savoir si les Espagnols peuvent se fonder sur un « droit de conquête » pour dominer et convertir par la force les populations indigènes[réf. nécessaire] ou si les différents peuples amérindiens (appelés Indios, « Indiens », par les colonisateurs) sont de légitimes possesseurs de leurs territoires, les Espagnols devant alors se limiter à une colonisation pacifique et à des conversions volontaires.

Le débat est particulièrement marqué par l'opposition entre Bartolomé de las Casas, dominicain présent en Amérique depuis les années 1510, devenu le « défenseur des Indiens », et le théologien Juan Ginés de Sepúlveda. Leur divergence se concentre particulièrement sur l'interprétation des critères donnés par Aristote pour identifier les « esclaves naturels » qui peuvent être soumis par la force : « Chez tous ceux chez qui l'emploi des forces corporelles est le seul et le meilleur parti à tirer de leur être, on est esclave par nature » (La Politique, Livre I, 1255a, § 13).

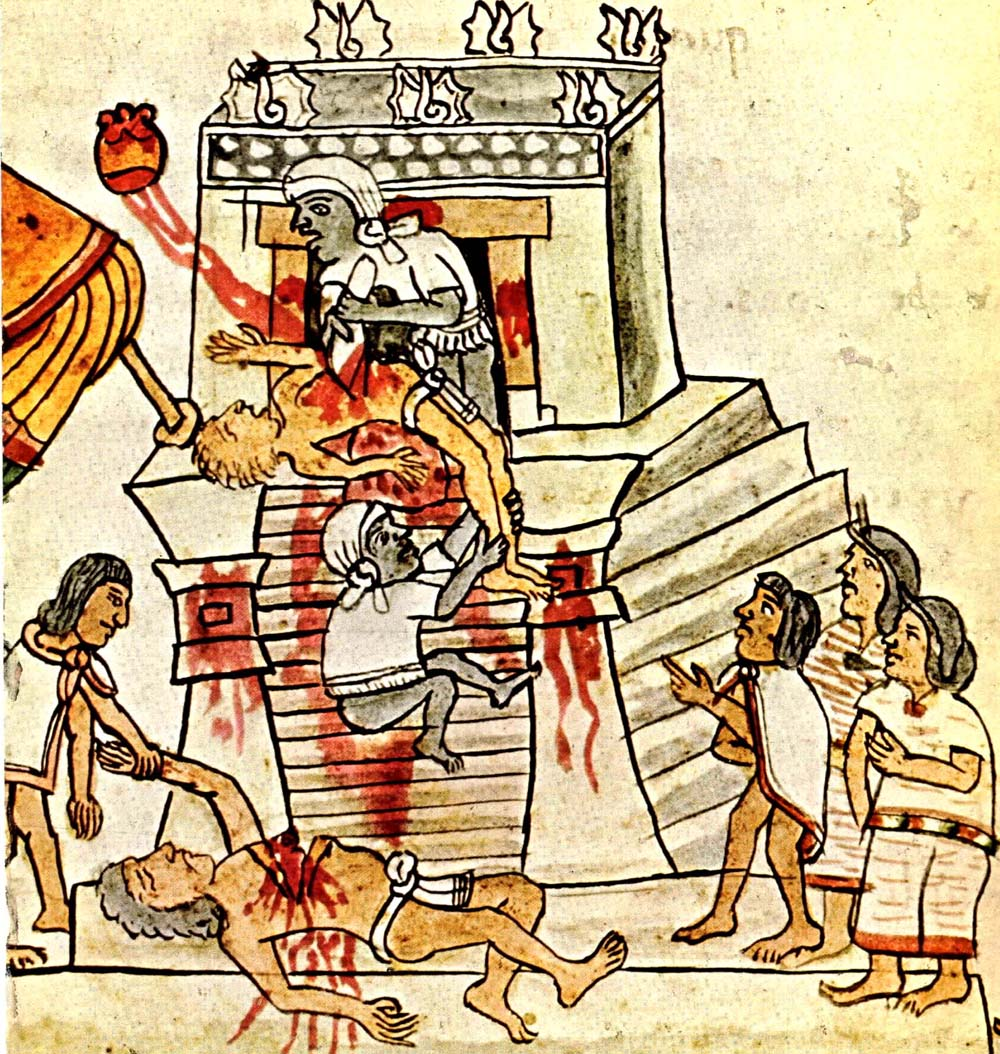
Codex Mendoza illustrant les deux parties au débat : l'architecture des Aztèques (rationalité des indigènes Indiens) opposée à leur pratique courante des sacrifices humains (indigènes barbares).

La pratique du sacrifice humain observée dans les civilisations précolombiennes est utilisée par Sepúlveda comme justification du droit de conquête. Au contraire, Las Casas affirme la capacité des indigènes à abandonner leurs coutumes inacceptables, si des moyens adéquats et pacifiques sont utilisés pour les aider à se convertir.
Le débat de Valladolid est un prolongement de différentes lois adoptées depuis l'arrivée des Espagnols en Amérique. En 1526, notamment, Charles Quint a déjà promulgué un décret interdisant la réduction en esclavage des Indiens dans ses possessions américaines ; en 1542, il a promulgué les « lois nouvelles » qui proclament la liberté naturelle des Indiens, et imposent la remise en liberté des esclaves indiens, punissant ceux qui seraient violents envers eux. En 1537, par la bulle Sublimis Deus et par la lettre Veritas ipsa, le pape Paul III a aussi condamné l'esclavage des Indiens au nom de l'Église catholique, ainsi que « d'autres peuples encore qui sont parvenus à notre connaissance ces temps-ci » (Veritas ipsa) et de « tous les autres peuples qui peuvent être plus tard découverts par les Chrétiens » (Sublimis Deus). Paul III affirme que les Indiens et les autres peuples sont de « véritables êtres humains » (Veritas Ipsa), que leur liberté et leur droit de propriété doivent être respectés « même s'ils demeurent en dehors de la foi de Jésus-Christ » (Sublimis Deus), et que ces derniers doivent être « invités à ladite foi du Christ par la prédication de la parole de Dieu et par l'exemple d'une vie vertueuse » (Veritas ipsa).

## Contexte
À l'époque du premier voyage de Christophe Colomb (1492), l'Espagne est gouvernée par le couple des Rois catholiques, Isabelle de Castille et Ferdinand d'Aragon. Isabelle mourant en 1504, Ferdinand devient régent du royaume de Castille. À sa mort en 1516, c'est son petit-fils, Charles de Habsbourg (1500-1558), déjà souverain des Pays-Bas, qui devient roi de Castille et d'Aragon (il est élu empereur en 1520 sous le nom de Charles Quint). Sous son règne, l'empire colonial espagnol, encore réduit aux îles Caraïbes, prend une dimension continentale avec la conquête du Mexique et du Pérou, notamment.

### Découverte du Nouveau Monde et colonisation espagnole
En octobre 1492, peu après la prise du royaume musulman de Grenade et la fin de la Reconquista, Christophe Colomb découvre, au nom des Rois catholiques, plusieurs îles des Caraïbes, dont il pense qu'elles font partie des « Indes ». Dès 1493, il colonise l'île d'Hispaniola (Saint-Domingue), d'où partent des expéditions d'exploration vers les autres îles et vers le continent. 
Vers 1500, des navigateurs, notamment Amerigo Vespucci, comprennent qu'il ne s'agit pas des Indes d'Asie, mais d'un « nouveau monde ». Le nom d'Amérique lui est donné en 1507.
Dans les années 1500, après Hispaniola, les Espagnols s'installent à la Jamaïque et sur la côte est de l'isthme de Panama ; Cuba est conquise en 1511. L'océan Pacifique est découvert en 1513 sur l'isthme de Panama.
En 1519, le conquistador Hernan Cortès lance depuis Cuba, sans l'autorisation des autorités espagnoles, une expédition vers le Mexique, qui aboutit en 1521 à la conquête de l'Empire aztèque et à la fondation de la colonie de Nouvelle-Espagne (capitale : Mexico, qui devient en 1535 le siège de la vice-royauté de Nouvelle-Espagne). En 1532, Francisco Pizarro, un parent de Cortès, conquiert l'Empire inca, origine de la vice-royauté du Pérou (1542). 
Une autre colonie est établie en Asie, aux Philippines, à la suite du traité de Saragosse entre le Portugal et la Castille. Elle est rattachée à la vice-royauté de Nouvelle-Espagne.
Toutes ces conquêtes placent les Espagnols à la tête de populations amérindiennes considérables.

### Colons et indigènes à l'époque des Rois catholiques
En 1492, Christophe Colomb écrit au sujet des indigènes d'Hispaniola :

« Ils nous apportèrent des ballots de coton, des javelots et bien d'autres choses, qu'ils échangèrent contre des perles de verre et des grelots. Ils échangèrent de bon cœur tout ce qu'ils possédaient. Ils étaient bien bâtis, avec des corps harmonieux et des visages gracieux […] Ils ne portent pas d'armes — et ne les connaissent d'ailleurs pas, car lorsque je leur ai montré une épée, ils la prirent par la lame et se coupèrent, par ignorance. Ils ne connaissent pas le fer. Leurs javelots sont faits de roseaux. Ils feraient de bons serviteurs. Avec cinquante hommes, on pourrait les asservir tous et leur faire faire tout ce que l'on veut. »

Il est à noter que très vite, la reine de Castille, Isabelle, est opposée à l'esclavage des Indiens : pour elle, ce sont des sujets de la Couronne de Castille, ils ne peuvent donc pas être réduits en esclavage (contrairement aux indigènes d'Afrique). Mais en pratique, elle ne peut pas vraiment contrôler ce qui se passe dans le Nouveau Monde, où de nombreux abus ont lieu. 
Les conquistadors s'approprient les terres des indigènes, dont un certain nombre sont contraints aux travaux forcés (sans être statutairement « esclaves ») dans le cadre du système de l’encomienda dont les bénéficiaires, les encomenderos, peuvent percevoir un tribut en métaux précieux, en nature ou en corvées. En principe, ils doivent protéger et évangéliser les indigènes de leur encomienda, et les faire travailler sans les maltraiter et moyennant un salaire (cédule royale de 1503). Mais les encomenderos ne respectent pas les lois.

### L'apparition d'un groupe favorable aux Indiens (années 1510)
Des voix se font très tôt entendre pour condamner les abus et brutalités dont sont victimes les Indiens. L'année 1511 marque un tournant. Le dominicain Antonio de Montesinos (1475-1540), présent sur l’île d'Hispaniola, y dénonce en effet publiquement (sermons) les injustices dont il a été témoin en annonçant « la voix qui crie dans le désert de cette île, c'est moi, et je vous dis que vous êtes tous en état de péché mortel à cause de votre cruauté envers une race innocente. » Bartolomé de Las Casas, un des auditeurs de Montesinos, dénonce aussi en 1511 la façon dont les colons traitent les Indiens : « Ne sont-ils pas aussi des hommes ? N’ont-ils pas aussi des âmes rationnelles ? N’êtes–vous pas tenus de les aimer comme vous-mêmes ? Et cela, ne le comprenez-vous pas ? Ne le sentez-vous pas ? »
Antonio Montesinos va jusqu'à refuser les sacrements aux encomenderos indignes[réf. nécessaire] et à les menacer d'excommunication. Rappelé en Espagne, il obtient de la Couronne la promulgation des lois de Burgos (1512), qui imposent de meilleures conditions de travail pour les Indiens, mais ces lois ne sont pas mieux respectées que les précédentes.
Ancien encomendero, Bartolomé de las Casas s'engage contre ce système et se fait peu à peu connaître  : il est nommé « défenseur des Indiens » en 1516 par le cardinal Cisneros.

### Charles Quint et la papauté face aux abus des colons
En 1520, Charles Quint concède à Las Casas Cumaná (actuel Venezuela) pour mettre en pratique ses théories de colonisation pacifique par des paysans et des missionnaires. Mais, pendant une absence de Las Casas, les Indiens en profitent pour tuer plusieurs colons. Se sentant coupable, Las Casas se retire pendant seize ans et devient dominicain.[pas clair]
En 1537, le pape Paul III, par les bulles Veritas ipsa (2 juin 1537) et Sublimis Deus (le 9 juin 1537), condamne l'esclavage des Indiens et affirme leurs droits, en tant qu'êtres humains, à la liberté et à la propriété.
Tiraillé entre les groupes d'influence défendant des intérêts économiques et ceux qui font connaître les exactions de colons, Charles Quint, après avoir interdit l'esclavage, promulgue les Leyes Nuevas en novembre 1542 qui mettent les Indiens sous la protection de la Couronne d'Espagne et exigent des vice-rois du Pérou et des tribunaux de Lima et de Guatemala de sévir contre les abus des encomenderos et de ne plus attribuer de nouvelles encomiendas. Ces lois provoquent un soulèvement des encomenderos et la mort du vice-roi du Pérou.
Juan Ginés de Sepúlveda, se fondant sur Aristote, écrit Des causes d'une juste guerre contre les Indiens, traité où il défend la conquête institutionnelle comme une nécessité et un devoir, car l'Espagne avait un devoir moral à diriger, par la force si nécessaire, des populations locales qu'il voyait immatures, dépourvues de sens moral au vu des observations rapportées par les voyageurs sur leurs mœurs. Las Casas réplique en publiant un traité : « Trente propositions juridiques » (Treinta proposiciones muy jurídicas). 
Charles Quint suspend la colonisation et décide qu'un débat formel doit avoir lieu sur la légitimité de la conquête institutionnelle.

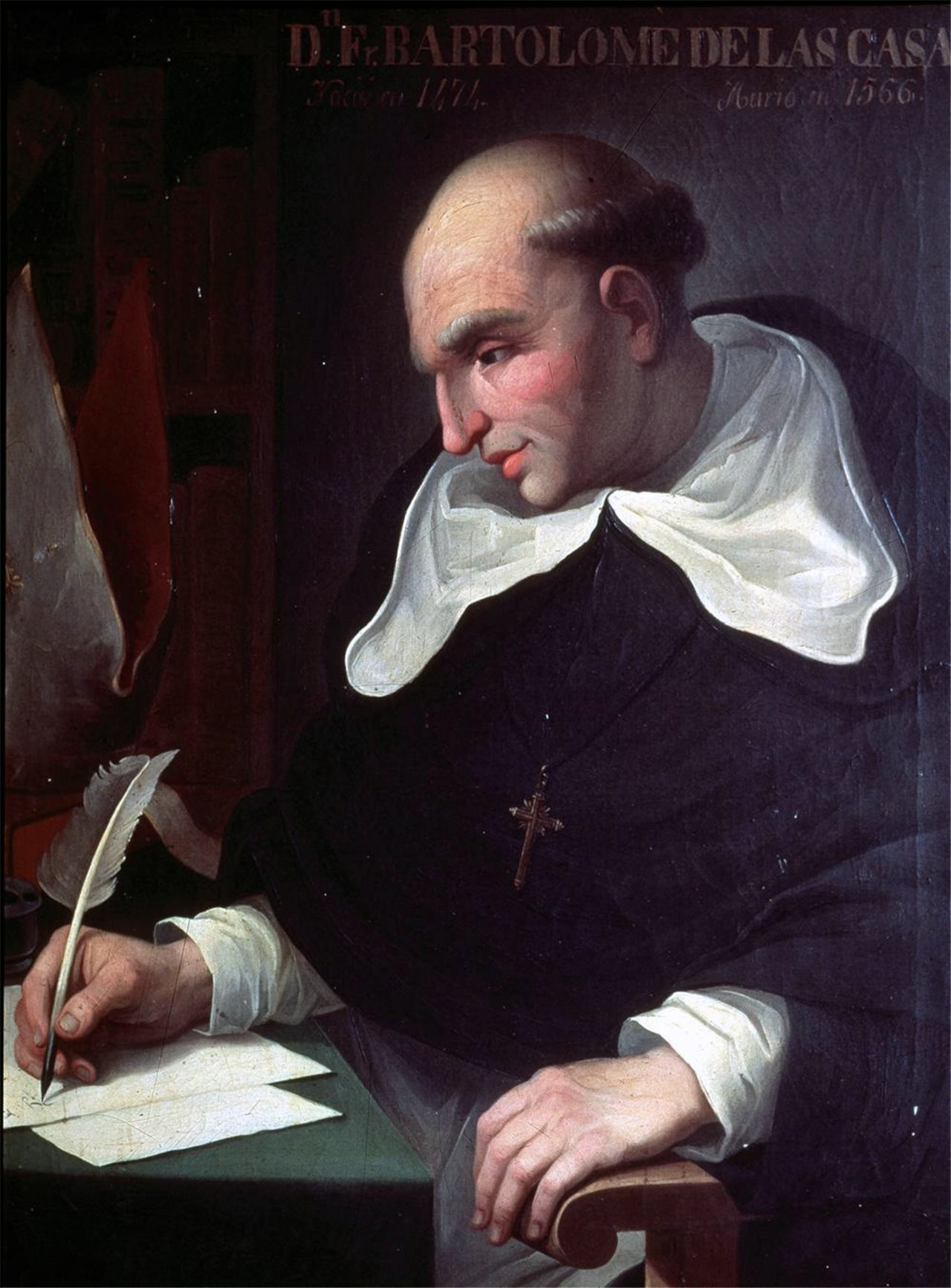
Portrait de Bartolomé de las Casas.

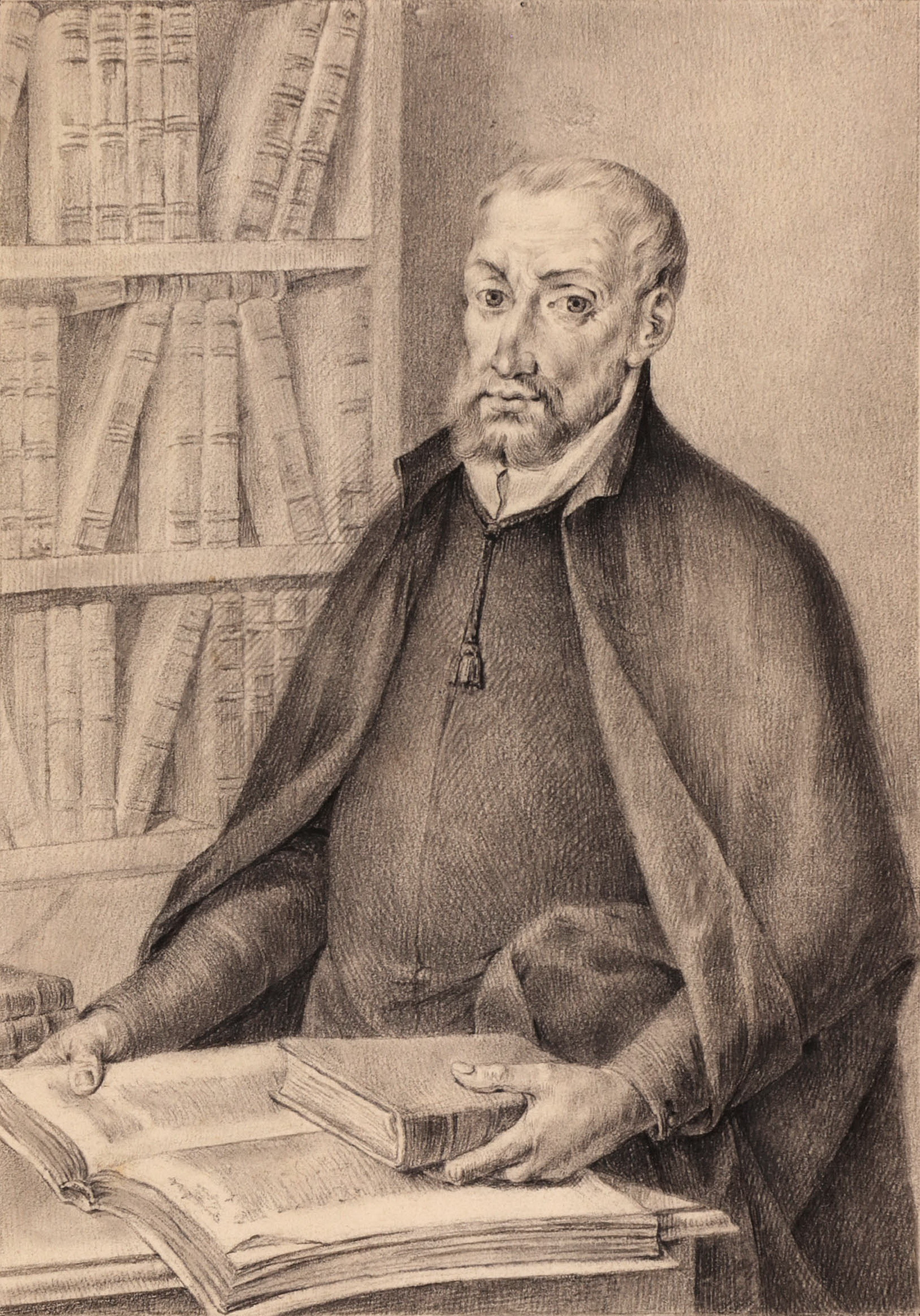
Portrait de Juan Ginés de Sepúlveda, 1796.

## Le débat

### Participants
Le débat regroupe un collège de théologiens, juristes et administrateurs : 
- sept juges membres du Conseil des Indes ;
- deux inquisiteurs membres du Conseil de Castille ;
- un administrateur du Conseil des grands ordres chevaleresques ;
- trois théologiens dominicains, liés à l'école de Salamanque ;
- un théologien franciscain[Qui ?] ;
- un évêque[Qui ?]. Cependant, il est dominé par les figures de Las Casas et Sepúlveda.

### Objet
L'humanité des Indiens, l'existence de leur âme, ne constituent pas l'objet du débat (le pape Paul III l'avait affirmé pour « tous les peuples connus ou qui viendraient à être découverts »), sans quoi Sepúlveda n'aurait jamais parlé du devoir de les évangéliser ni ne se serait étendu sur leur « péché d'idolâtrie ».
L'objet du débat porte essentiellement sur le fait que les Indiens, même doués chacun d'une âme humaine, s’ils sont des esclaves naturels, ne peuvent se soumettre à des autorités légitimes que forcés physiquement comme l'enseigne Aristote dans sa Politique. Cet argument fut celui du chapelain de Charles Quint, Ginès Sepúlveda en 1544 dans un livre intitulé Democrates secundus a de las justas causas de la guerra contro los indios. Prenant connaissance des idées de Sepúlveda, Las Casas décida d’écrire une Apología en faveur d’une relation pacifique avec les Indiens parce qu'ils ne sont pas, selon lui, des esclaves naturels. La question est donc de savoir si les Indiens sont ou non des esclaves naturels, elle est entièrement inspirée par l'autorité de la philosophie politique d'Aristote à laquelle Las Casas et Sepúlveda se réfèrent constamment. Pour trancher la question de savoir qui des deux humanistes espagnols avait raison, le Conseil des Indes au nom de l’Empereur Charles Quint décida en 1550 de soumettre la question sous forme de débat à un collège d’intellectuels convoqué à Valladolid pour écouter Sepúlveda et Las Casas.

### Les deux présupposés du débat
1. Les deux protagonistes du débat adhèrent au raisonnement d'Aristote selon lequel certaines âmes humaines sont naturellement supérieures à d’autres âmes humaines de sorte qu'il est juste de soumettre par la force physique l’homme dont la raison est naturellement faible car il ignore ou refuse son propre bien connu par son maître : la soumission. Aristote développe ce raisonnement en écrivant qu'il « est évident que les uns sont naturellement libres et les autres naturellement esclaves, et que, pour ces derniers, l'esclavage est utile autant qu'il est juste. [...] Cette opinion revient précisément à fonder sur la supériorité et l'infériorité naturelles toute la différence de l'homme libre et de l'esclave, de la noblesse et de la roture. ... cette chasse que l'on doit donner aux bêtes fauves et aux hommes qui, nés pour obéir, refusent de se soumettre ; c'est une guerre que la nature elle-même a faite légitime. » (La Politique, 1255a-1256a § 14-20, 1257a  § 8)
2. Las Casas comme Juan Ginés de Sepúlveda s'accordent sur le devoir de conversion des Indiens qui incombe aux Espagnols mais diffèrent sur le moyen d'y parvenir : colonisation pacifique et vie exemplaire pour le premier (parce que, selon lui, les Indiens ne sont pas des esclaves naturels) et colonisation institutionnelle où la force est légitimée par le réalisme et la nature même des civilisations précolombiennes, pour le second (parce que, selon lui, les Indiens sont des esclaves naturels).

## Déroulement
Le débat se déroule en quatre grandes étapes à partir de ces présupposés (qui, cependant, ne seront jamais abordés) :

### Première phase
Sepúlveda pose la synonymie entre « barbares » et « esclaves naturels » de sorte que « les Indiens sont obligés de se soumettre comme le sont les moins sages aux plus prudents pour être gouvernés par les Espagnols et que, s’ils refusent, affirme-t-il, il est possible de leur faire la guerre. »

### Deuxième phase
Las Casas objecte que les Indiens se sont eux-mêmes organisés en une sorte d'État païen, or Aristote indique que « dans l’État, il ne s'agit plus ni de maître ni d'esclave : il n'y a qu'une autorité qui s'exerce à l'égard d'êtres libres et égaux par la naissance » (La Politique, Livre III, 1277b, § 9). Pour Las Casas, les Indiens sont donc des barbares mais non pas des esclaves naturels, il définit les barbares comme ceux chez qui « les opinions ou les coutumes ont quelque chose d'étrange. » L'argumentation de Las Casas rejoint donc la réflexion politique de Thomas d'Aquin dans la mesure où celle-ci s'enracine déjà elle-même dans l’œuvre d'Aristote. Las Casas est favorable à l'application de la philosophie de saint Thomas d'Aquin selon laquelle[réf. souhaitée] : 
- une société est une donnée de la nature ; toutes les sociétés sont d'égale dignité : une société de païens n'est pas moins légitime qu'une société chrétienne ;
- il y a interdiction de convertir par la force, la propagation de la foi doit se faire de manière évangélique, par exemple. En 1532, Francisco de Vitoria avait explicitement appliqué au Nouveau Monde, les principes de saint Thomas d'Aquin de destination universelle des biens terrestres (ils sont pour tous et le droit de propriété est conditionné par le Bien Commun) et le droit de connaître la Vérité que tout homme possède sui generis : ceux qui vont aux Amériques n'ont donc pas un titre de propriété mais un devoir de mission ; personne n'a le droit d'occupation de ces territoires mais chacun doit jouir de « la liberté de passer par les mers ». Les arguments de Vitoria n'interviennent pas directement dans le débat entre Las Casas et Sépulveda car ces arguments n'ont pas force légale face à l'autorité de la bulle du pape Alexandre VI qui donnait alors aux Espagnols, le pouvoir et l'autorité légale sur l'Amérique : « Par l'autorité de Dieu tout puissant, y dicte le pape, à Nous transférée par saint Pierre, et par celle du Vicariat de Jésus-Christ que nous exerçons sur ces terres, et sur toutes leurs seigneuries, leurs villes, leurs forces, leurs lieux, leurs cités, leurs droits de juridiction et toutes leurs appartenances, par la teneur des présentes Nous vous les donnons, concédons et octroyons à perpétuité, à vous et aux Rois de Castille et de Léon, vos héritiers et successeurs[11]. »

### Troisième phase
En réponse à l'argumentation de Las Casas, Sepúlveda affirme que l'esclave naturel est non seulement celui qui ne dispose pas d'institutions sociales mais aussi celui dont les institutions sociales ne respectent pas les règles de la morale. La thèse de Sepúlveda s'appuie sur des arguments de raison et de droit naturel ainsi que sur des arguments théologiques. Juan Ginés de Sepúlveda considère les sacrifices humains chez les Aztèques, massifs et réguliers, l'anthropophagie, l'inceste royal, pratiqués dans les sociétés précolombiennes et utilise des arguments aristotéliciens et humanistes pour proposer quatre « justes titres » qui justifient la conquête :
- l'intérêt des Indiens exige qu'ils soient mis sous tutelle par les Espagnols puisque lorsqu'ils se gouvernent eux-mêmes, ils violent les règles de la morale naturelle ;
- la nécessité d'empêcher, même par la force, le cannibalisme et d'autres conduites antinaturelles que les Indiens pratiquent ;
- l'obligation de sauver les futures victimes des sacrifices humains ;
- l'ordre d'évangéliser que le Christ a donné aux apôtres et le pape aux rois catholiques (pape qui jouit de l'autorité universelle).

### Quatrième phase
Las Casas réplique en démontrant :
- la rationalité des indigènes au travers de leurs civilisations (l'architecture des Aztèques) ;
- l'évangélisation et le fait de sauver les victimes des sacrifices humains n'est pas tant un devoir des Espagnols qu'un droit des Indiens ;
- l'impossibilité d'accuser un peuple de sacrifices humains qu'à la condition qu'il soit lui-même considéré comme tel[12].

L'argument principal de Las Casas est qu'il ne trouve pas dans les coutumes des Indiens de plus grande cruauté que celle qui pouvait se trouver dans les civilisations du Vieux Monde (la civilisation romaine avait organisé des combats de gladiateurs) ou dans le passé de l'Espagne. Cet argument ultime consiste à distinguer ce que les institutions sociales des Indiens sont et ce qu’elles peuvent devenir. Las Casas ne peut pas dire que les Indiens idolâtres et sacrificateurs d’hommes ont des institutions sociales qui respectent la morale, il explique donc que les Indiens peuvent apprendre pacifiquement à acquérir un tel respect :
« [Les Indiens] ont d'aussi bons entendements, des esprits aussi perspicaces, aussi capables et dociles pour n'importe quelle science morale et doctrine spéculative. (…) Pour la majeure partie, ils sont aussi ordonnés, aussi pourvus et raisonnables dans leur police - car ils ont beaucoup de lois très justes - et ils ont tiré et tirent tous les jours autant de profit des choses de la foi et de la religion chrétienne, relativement aux bonnes coutumes et à la correction des vices, partout où ils ont été instruits par les religieux et des personnes de bonne vie, que n'importe quelle nation qui s'est trouvées dans le monde depuis que les apôtres sont montés au ciel et pourrait s'y trouver aujourd'hui. »
Las Casas propose ainsi dans son ultime critère de l’esclavage naturel : il s’agit de l’incapacité naturelle de se soumettre pacifiquement à la morale chrétienne. Ce critère n'est pas valable, selon Las Casas pour les Indiens mais il est valable pour d'autres populations dont « les Maures, les Arabes d’Asie. »
Les deux parties au débat se proclament vainqueurs. Dans l'immédiat, le roi ne prend aucune décision. 
S'il montre son accord avec Juan Ginès Sepulveda, il admettrait que les colons ne respectent pas son autorité car les nouvelles lois ne sont pas appliquées, tandis que s'il montre son accord avec Bartholomé de Las Casas, il se met à dos les colons et remet ainsi en cause la colonisation.
En conclusion, c'est Bartolomé de Las Casas qui remporte le débat : dans les années qui suivent, Charles Quint va publier de nouvelles lois qui cette fois seront efficaces pour protéger les Indiens.

## Suites et conséquences du débat

### Sur le plan territorial
Le débat des « justes titres » ne répond pas seulement aux scrupules de conscience des rois, alertés par des ecclésiastiques bien intentionnés, mais aussi à la nécessité de justifier l'expansion espagnole devant les autres États d'Europe.
Après la controverse de Valladolid, on observe un ralentissement des conquêtes mais qui est surtout dû au fait que les deux grandes aires de civilisation précolombiennes, le Mexique et le Pérou, sont conquises, ou en tout cas les zones minières qui intéressaient en priorité les Espagnols. Le reste des territoires était composé de zones forestières et désertiques, représentant peu d'intérêt pour l'Empire.
Cependant, la mine d'argent espagnole du Potosí, la plus importante du Monde à cette époque, découverte en 1545, connaît un nouveau cycle vers la fin du siècle : elle atteint son niveau historique de production en 1580-1620. Dès 1585, l'extraction d'argent y a décuplé par rapport à 1570 et la ville a plus d'habitants que Madrid, Séville ou Rome. Ce métal du Potosi sert aussi aux sucreries portugaises du Brésil à acheter des esclaves noirs raflés le long des fleuves africains. Cet afflux d'argent-métal espagnol fait augmenter frappe monétaire en Europe dans les années 1610, les mines du Mexique prenant ensuite le relais dopant la demande de tabac, puis de sucre, en Europe, où a lieu une « montée vertigineuse des prix du grain », renchéri par les pénuries de la guerre de Trente Ans.

### Sur le plan humain: le lien avec la traite négrière
Le débat intellectuel issu de la controverse de Valladolid a inspiré les Nuevas Leyes de América, compilation de plus de 6 000 lois en neuf livres.
Le souci sincère de Bartolomé de Las Casas d'épargner les Indiens les ont préservés (par rapport à l'Amérique du Nord anglo-saxonne, notamment).
Selon son accusateur posthume Antonio de Herrera y Tordesillas, il serait à l'origine de la généralisation de la traite des Noirs vers l'Amérique : empêchés d'employer les Indiens comme travailleurs forcés, les Espagnols auraient noué des contacts avec des négriers pour acquérir des esclaves noirs. En effet, « comme le recommandait du reste Las Casas, de nombreux Noirs furent envoyés en Amérique remplacer les Indiens dont la santé ne résistait pas aux durs traitements qui leur étaient infligés. »

### Sur le plan intellectuel
Las Casas publiera en 1552 sa Brevísima relación de la destrucción de las Indias (« Très brève relation de la destruction des Indes ») dans laquelle il décrit les exactions des conquistadors. Ce livre, abondamment publié et commenté aux Pays-Bas et en Grande-Bretagne est à l'origine de la Légende Noire de la colonisation espagnole et servira d'argument moral à ces puissances pour lutter contre l'Espagne, chercher à prendre sa place en Amérique et détourner l'attention des crimes et des actes de génocide lors de leur colonisation.
Dans les pays protestants, cet ouvrage servira d'argument pour présenter l'Espagne, pays catholique et monarchique, comme rétrograde et obscurantiste. Cet argument ne tient pas : le pouvoir monarchique espagnol et l'Église catholique romaine ont constamment édicté des lois cherchant à protéger les Indiens et à garantir leur liberté, la tenue de la controverse de Valladolid – à la demande de Charles Quint et des autorités ecclésiastiques – en étant un bon exemple. Au contraire, les responsables politiques et du Congrès nord-américains ont ouvertement provoqué et organisé la spoliation et l'élimination des populations indiennes dont ils convoitaient les territoires : extermination planifiée des bisons, Indian Removal Act de 1830, déportation massive et parcage dans des « réserves ».
La proximité historique de la Controverse avec la publication des thèses de Martin Luther et la diffusion de la théorie héliocentrique de Nicolas Copernic suggère que ces trois contestations de l'ordre établi ont indirectement et partiellement inspiré les doutes méthodiques de Michel de Montaigne et de René Descartes,,.

## La Controverse dans la littérature et les arts
- La Controverse de Valladolid, roman historique de Jean-Claude Carrière, paru en 1992.
- La Controverse de Valladolid, téléfilm réalisé en 1992 par Jean-Daniel Verhaeghe, adaptation de la pièce de Jean-Claude Carrière avec Jean-Pierre Marielle (Las Casas), Jean-Louis Trintignant (Sepúlveda) et Jean Carmet (le légat du pape).

### Recherche
- Alfredo GOMEZ-MULLER: "La question de la légitimité de la Conquête de l'Amérique: Las Casas et Sepúlveda", dans Les Temps Modernes, n° 538 (mai 1991) p. 1-19.
- (en) Francisco Castilla Urbano, « The Debate of Valladolid (1550–1551) : Background, Discussions, and Results of the Debate between Juan Ginés de Sepúlveda and Bartolomé de las Casas », dans Jörg Tellkamp (éd.), A Companion to Early Modern Spanish Imperial Political and Social Thought, Leiden, Brill, coll. « Brill's Companions to European History » (no 29), 14 janvier 2020 (ISBN 978-90-04-41279-8)
- Saverio Di Liso, « Arguments augustiniens dans le débat de Valladolid entre Las Casas et Sepúlveda », dans Augustin en Espagne : XVIe – XVIIIe siècle, Toulouse, Presses universitaires du Midi, coll. « Anejos de Criticón », 2020 (ISBN 978-2-8107-0829-1), p. 33–48
- Thomas Gomez, Droit de conquête et droits des Indiens : La société espagnole face aux populations amérindiennes, Armand Colin, coll. « U / Histoire », 3 septembre 2014 (ISBN 978-2-200-60098-3, lire en ligne), IV : La controverse de Valladolid, p. 135-168
- (en) Daniel R. Brunstetter et Dana Zartner, « Just War against Barbarians: Revisiting the Valladolid Debates between Sepúlveda and Las Casas », Political Studies, vol. 59, no 3,‎ octobre 2011, p. 733–752 (ISSN 0032-3217 et 1467-9248, lire en ligne, consulté le 17 janvier 2022)
- Ana María Manero Salvador, « La controversia de Valladolid: España y el análisis de la legitimidad de la conquista de América », Revista Electrónica Iberoamericana, Universidad Rey Juan Carlos. Centro de Estudios de Iberoamérica, vol. 3, no 2,‎ julio-diciembre 2009, p. 85-114 (ISSN 1988-0618, lire en ligne)
- Bartolomé de Las Casas et Nestor Capdevila (Introduction, traduction, annotations), La Controverse entre Las Casas et Sepúlveda, Paris, Librairie philosophique J. Vrin, coll. « Textes et commentaires », 2007 (ISBN 9782711618972)
- Nestor Capdevila, « Impérialisme, empire et destruction », dans Bartholomé de Las Casas, La controverse entre Las casas et Sepúlveda : Introduit, traduit et annoté par N. Capdevila, Paris, Librairie philosophique J. Vrin, 2007 (ISBN 978-2-7116-1897-2), p. 7-201
- Michel Fabre, « La controverse de Valladolid ou la problématique de l'altérité », Le Télémaque, vol. 29, no 1,‎ 2006, p. 7-16 (lire en ligne)
- Jean Dumont, La vraie controverse de Valladolid: : Premier débat des droits de l'homme, Criterion, 1995 (ISBN 978-2-7413-0118-9)

### Essais
- Eduardo Galeano, Mémoire du feu, 1982-1986
- Tzvetan Todorov, La Conquête de l'Amérique, la question de l'autre, 1982